# 第44屆威尼斯影展
第44屆威尼斯影展於1987年8月29日至9月9日舉辦。

## 評審團
以下人物構成1987年評審團。
- 艾琳·琵琶絲（評審團主席）[4]
- 薩碧娜·阿塞瑪
- 約翰·貝利（英语：John Bailey (cinematographer)）
- 安贾·布雷恩（英语：Anja Breien）
- 比阿特麗斯·吉多（英语：Beatriz Guido）
- 卡羅·李査尼（英语：Carlo Lizzani）
- 卡羅利·梅剋剋（英语：Károly Makk）
- 謝爾蓋·索洛維約夫（英语：Sergei Solovyov (film director)）
- 维托里奥·斯托拉罗
- 安娜·卡洛莉娜（英语：Ana Carolina (director)）
- 麥可·約克
- 蕾吉娜·齊格勒

## 官方單元

### 競賽電影
| 中文片名                     | 原文片名                     | 導演                             | 製作國家    |
| ---------------------------- | ---------------------------- | -------------------------------- | ----------- |
| 《孩子們，再見》             | Au revoir les enfants        | 路易·馬盧                        | 法國、 西德 |
| 《一个卡拉布里的孩子》       | Un ragazzo di Calabria       | 路傑·柯曼西尼                    | 義大利      |
| 《喜剧！》                   | Comédie !                    | 賈克·杜瓦雍                      | 法國        |
| 《这个城市的聋人》           | Le sourd dans la ville       | 米雷耶·丹塞羅                    | 加拿大      |
| 《神圣的话语》               | Divinas palabras             | 荷西·路易斯·卡西亞·桑切斯        | 西班牙      |
| 《幽灵山谷》                 | La vallée fantôme            | 艾倫·坦納                        | 瑞士        |
| 《戴金丝边眼镜的人》         | Gli occhiali d'oro           | 朱利亞·諾蒙塔爾                  | 義大利      |
| 《集體的喝採聲》             | Hip hip hurra!               | 基爾·格雷戴                      | 瑞典        |
| 《赌场》                     | House of Games               | 大衛·馬梅                        | 美国        |
| 《如果太阳没有回来》         | Si le soleil ne revenait pas | 克勞德·高黑塔                    | 法國、 瑞士 |
| 《女士万岁》                 | Lunga vita alla signora!     | 埃曼諾·奧爾米                    | 義大利      |
| 《天上人間》                 | Made in Heaven               | 艾倫·魯道夫                      | 美国        |
| 《莫里斯的情人》             | Maurice                      | 詹姆士·艾佛利                    | 英国        |
| 《故乡旅店》                 | Anayurt Oteli                | 奧莫·卡弗爾                      | 土耳其      |
| 《欲望》                     | O Desejado                   | 保羅·洛查                        | 葡萄牙      |
| 《奥里达》                   | Oridathu                     | G·阿拉文丹                       | 印度        |
| 《普留布姆，还是危险的游戏》 | Plyumbum, ili Opasnaya igra  | 瓦季姆·尤苏波维奇·阿布德拉希托夫 | 乌克兰      |
| 《附近》                     | Quartiere                    | 西爾瓦諾·阿戈斯蒂                | 義大利      |
| 《怪物的季节》               | Szörnyek évadja              | 扬乔·米克洛什                    | 匈牙利      |
| 《借種》                     | Ssibaji                      | 林權澤                           |             |
| 《红宝石玫瑰的故事》         | The Tale of Ruby Rose        | 羅格·斯科爾斯                    |             |
| 《女稅務員》                 | Marusa no onna               | 伊丹十三                         | 日本        |
| 《蒙面纱的男子》             | L'homme voilé                | 馬隆·巴格達帝                    | 法國        |

## 獎項
- 金獅獎：
  - 路易·馬盧 《孩子們，再見（英语：Au revoir les enfants）》
- 評審團特別獎：
  - 基爾·格雷戴（英语：Kjell Grede） 《集體的喝採聲（英语：Hip Hip Hurrah! (film)）》
- 銀獅獎：
  - 詹姆士·艾佛利 《莫里斯的情人》
  - 埃曼諾·奧爾米（英语：Ermanno Olmi） 《女士万岁（英语：Long Live the Lady!）》
- 沃爾庇杯：
  - 最佳男演員：休·格兰特、詹姆斯·威比（英语：James Wilby） 《莫里斯的情人》
  - 最佳女演員：姜受延 《借種》

## 外部鏈接
- 官方网站
- IMDb1987年威尼斯影展獎項 （页面存档备份，存于）